# Helicopsyche arma
Helicopsyche arma là một loài Trichoptera trong họ Helicopsychidae. Chúng phân bố ở miền Australasia.